# Primavera di Palermo

Leoluca Orlando negli anni 1980.

Con la primavera di Palermo, o primavera palermitana (1985-1990), si definisce un periodo storico, culturale e politico della città di Palermo, dalla seconda metà degli anni 80 del XX secolo fino al 1990, caratterizzato dal fiorire di iniziative politiche, sociali e culturali e dalla nascita di associazioni e comitati cittadini, promuovendo una cultura della legalità in contrasto con quella mafiosa.
Leader politico di quella primavera fu il sindaco Leoluca Orlando, in coincidenza al suo primo mandato da primo cittadino di Palermo, che dette vita a una maggioranza costituita dalla Democrazia Cristiana e da partiti e movimenti di sinistra, sia laici sia di area cattolica e ambientalista.

## Storia

### Premesse
Tra la fine degli anni settanta e l'inizio degli anni ottanta, a Palermo imperversò la seconda guerra di mafia: diverse fazioni di Cosa Nostra si contesero il dominio sul territorio, al punto che tra il 1981 e il 1983 vennero commessi circa 600 omicidi. Anche numerosi uomini delle istituzioni italiane, che avevano tentato di combattere la mafia attraverso nuove leggi, indagini e azioni di Polizia, caddero sotto i colpi della mafia; tra questi il generale Carlo Alberto dalla Chiesa, il segretario democristiano Michele Reina, il commissario Boris Giuliano, il giornalista Mario Francese, il candidato a giudice istruttore di Palermo Cesare Terranova, il presidente della Regione Siciliana Piersanti Mattarella, il procuratore Gaetano Costa, il segretario regionale siciliano del PCI Pio La Torre e molti altri ancora.
Il 1984 fu un anno di svolta: l'allora sindaco Giuseppe Insalaco fu costretto alle dimissioni a causa della sua opposizione alle ingerenze dell'ex sindaco Vito Ciancimino, riguardo al sistema di aggiudicazione degli appalti comunali che avveniva con il vecchio metodo della licitazione privata; il pool antimafia del tribunale di Palermo ordinò 366 arresti sulla base delle dichiarazioni di Tommaso Buscetta e, nel giro di pochi mesi, finirono in manette anche Ciancimino e i potenti cugini Ignazio e Antonino Salvo di Salemi; il segretario regionale della DC Rosario Nicoletti si suicidò, buttandosi giù dalla finestra della sua abitazione, probabilmente a causa delle accuse mosse nel libro di Nando dalla Chiesa di essere stato uno dei responsabili politici dell'omicidio di suo padre; le accuse contro i "comitati d'affari" che dominavano il Comune di Palermo, lanciate dagli ex sindaci Giuseppe Insalaco ed Elda Pucci durante un'audizione dinanzi la Commissione parlamentare antimafia, portarono alle dimissioni del rieletto sindaco Nello Martellucci (appoggiato dalla corrente politica di Ciancimino) e gli subentrarono due commissari straordinari: Nicolò Scialabba prima e Gianfranco Vitocolonna poi. Per ritorsione, l'automobile di Insalaco fu incendiata e la casa di campagna della Pucci fu fatta saltare in aria con una carica esplosiva. Quando il 4 febbraio dell'anno seguente si insediava a Palazzo delle Aquile il secondo commissario consecutivo, Gianfranco Vitocolonna, quest'ultimo avviò le procedure affinché l’assegnazione degli appalti comunali avenisse mediante gara pubblica, escludendo di fatto la Lesca del conte Arturo Cassina e la Icem dell'ingegnere Roberto Parisi, due ditte che operavano in questo settore da almeno vent'anni in regime di quasi monopolio, sotto l'ala protettiva di Ciancimino e del parlamentare Salvo Lima.
Il 23 febbraio 1985, fu ucciso in un agguato mafioso anche Roberto Parisi, in procinto di essere indagato dal pool antimafia di Palermo insieme a quattro ex sindaci (compresi Ciancimino e Martellucci) ed altri funzionari comunali, per presunte irregolarità nell'aggiudicazione degli appalti.

### La nascita di movimenti spontanei
A metà degli anni 80, si registrò nella cittadinanza palermitana una sempre più diffusa voglia di riscatto. Ci fu un fiorire di associazioni, comitati cittadini e di iniziative politiche, sociali e culturali, mirate alla promozione di una cultura della legalità in contrasto con quella mafiosa, che aveva fortemente condizionato i decenni precedenti. In particolare, si distinsero l’associazione Donne siciliane per la lotta contro la mafia, sorta su iniziativa di Giuseppina Zacco e Giovanna Giaconia (rispettivamente vedove del deputato Pio La Torre e del giudice Cesare Terranova), il Centro siciliano di documentazione "Giuseppe Impastato", creato dagli attivisti Umberto Santino e Anna Puglisi con finalità socio-culturali e il Coordinamento antimafia di Palermo, presieduto da Carmine Mancuso (figlio del maresciallo di polizia Lenin Mancuso, ucciso insieme al giudice Terranova), che comprendeva al suo interno forze eterogenee, dall'ARCI alle ACLI, dal PCI a Democrazia Proletaria.
Tra queste, determinante fu l'opera dell'Istituto di Formazione Politica Pedro Arrupe, diretto dal padre gesuita Bartolomeo Sorge con l'appoggio del cardinale Salvatore Pappalardo e animato, con «sensibilità diversa», da padre Ennio Pintacuda. Quest'ultimo fondò nel 1980, insieme a Nino Alongi e Giorgio Gabrielli, il movimento Città per l'Uomo, il primo d'ispirazione cattolica nato al di fuori della DC, il quale si distinse per una serie d'iniziative politiche, come la stesura di un «decalogo del candidato» o l'istituzione di commissioni di studio per una mappatura analitica delle problematiche più urgenti della città.

### L'elezione di Leoluca Orlando
Le idee di Bartolomeo Sorge e, soprattutto, quelle di Ennio Pintacuda furono di ispirazione per Leoluca Orlando, esponente siciliano della sinistra democristiana e, dopo le elezioni amministrative del 1985, sindaco di Palermo anche grazie al sostegno di uno dei leader della corrente morotea in Sicilia, Sergio Mattarella, futuro Presidente della Repubblica Italiana e fratello di Piersanti, Presidente della Regione Siciliana ucciso dalla mafia e di cui Orlando era stato collaboratore. Alle stesse elezioni Mattarella, nominato commissario straordinario della DC palermitana dal segretario nazionale Ciriaco De Mita, con lo scopo di fare "pulizia" nel partito da infiltrazioni mafiose, aveva candidato solo 12 dei 41 consiglieri comunali uscenti, escludendo in particolare quelli della corrente cianciminiana. Dal 1985 al 1987, il neoeletto sindaco Orlando guidò una giunta che assunse le connotazioni di un pentapartito (DC, PSI, PRI, PLI, PSDI). Il nuovo sindaco denunciò pubblicamente e più volte l'intreccio tra mafia, politica e affari, partecipando a convegni e manifestazioni di piazza. Una delle sue prime azioni da primo cittadino fu quella, molto discussa, di bloccare la proroga degli appalti aggiudicati dalle ditte del conte Cassina e del defunto Parisi, indicendo una gara pubblica per una nuova assegnazione, scelta che provocò numerosi cortei di operai impiegati in quelle ditte e perciò a rischio di licenziamento, i quali portarono a spalla la bara del sindaco Orlando per protesta, inneggiando provocatoriamente a favore della mafia e di Ciancimino.
Nel 1986 la giunta Orlando dispose, con una decisione storica, la costituzione di parte civile del Comune di Palermo nel processo di primo grado del cosiddetto maxiprocesso contro Cosa nostra, istruito dal pool antimafia che deve il proprio soprannome alle sue enormi proporzioni: gli imputati erano 475 (poi scesi a 460 nel corso del processo), con circa 200 avvocati difensori.
Il 15 agosto 1987 Orlando dette vita alla prima «giunta anomala», il cosiddetto pentacolore, con una maggioranza costituita dalla Dc, dalla Sinistra indipendente, dai Verdi, dai Socialdemocratici e dalla lista civica cattolica di «Città per l'Uomo». Orlando lasciò così all'opposizione il Partito Socialista, i liberali e i repubblicani, cercando di emarginare, sempre più dalla gestione del potere, le correnti più conservatrici della DC legate a Salvo Lima e Vito Ciancimino: una scelta che non mancò di creare ripercussioni su un piano nazionale, alimentando lo scontro tra Orlando da una parte, Giulio Andreotti e Bettino Craxi dall'altra.
Nel 1988, numerose associazioni, con l’avallo di Orlando, diedero vita al Comitato cittadino di informazione e partecipazione (CONCIPA) con lo scopo di vigilare sull’amministrazione comunale, in merito ai temi più caldi della lotta alla mafia, degli appalti pubblici e del risanamento del centro storico. Infatti, nello stesso anno, la giunta Orlando affidò l'incarico ai noti urbanisti Pier Luigi Cervellati, Leonardo Benevolo ed Italo Insolera di redigere un progetto di riqualifica del centro storico, da diversi anni in stato di abbandono e degrado, che confluì nella redazione del "Piano Particolareggiato Esecutivo del Centro Storico" (PPE) adottato il 16 febbraio del 1990 e che verrà approvato dall'organo regionale soltanto nel 1993.
Il 15 aprile 1989 la maggioranza fu allargata anche al Partito Comunista Italiano, che entrò, per la prima volta nella sua storia, nel governo della città. L'ingresso del Pci accese lo scontro tra Orlando e il proprio partito, in particolare con la destra andreottiana, che lo costrinse, il 24 gennaio 1990, a dimettersi da sindaco, rimanendo dimissionario fino al successivo mese di maggio. Alle seguenti elezioni amministrative, nonostante Giulio Andreotti avesse invitato, pubblicamente in tv, a non votare per Orlando, che era capolista, l'affermazione personale alle urne del sindaco dimissionario fu determinante per il successo del partito. Ma in agosto, nonostante Orlando fosse stato rieletto con oltre 70.000 voti di preferenza, i vertici della Dc elessero in consiglio comunale come nuovo sindaco di Palermo il gavianeo Domenico Lo Vasco, un doroteo ritenuto vicino alla corrente di Antonio Gava, che ottenne anche i voti della corrente di sinistra demitiana, ponendo così fine ad una stagione.

### Le accuse di Falcone
In polemica con Orlando (che lo accusò di "tenere chiuse nei cassetti" della Procura le prove sui legami mafia-politica), il giudice Giovanni Falcone fu convocato dal Consiglio Superiore della Magistratura il 15 ottobre 1991 e denunciò che queste accuse nei suoi confronti erano sicuramente dovute alle sue ultime indagini, le quali dimostravano un "ritorno" di Vito Ciancimino nella gestione degli appalti comunali durante l'amministrazione Orlando nonostante fosse stato apparentemente messo fuori gioco:
(Audizione di Giovanni Falcone davanti alla prima commissione referente del C.S.M. del 15/10/1991)